# Max König (Politiker, 1854)
Max König (* 29. Januar 1854 in Ober-Mörlen; † 28. November 1921 in Berlin) war ein deutscher Politiker.

## Leben
König studierte Rechtswissenschaft in Berlin. Er wurde zum Dr. iur. promoviert.
1873 trat er in den Postdienst ein. Er wurde 1892 Postrat in Konstanz und 1894 in Dresden. Ab 1897 war er im Reichspostamt tätig, zunächst als Hilfsarbeiter, ab 1899 als Geheimer Postrat und Vortragender Rat, ab 1902 als Geheimer Oberpostrat und später als Wirklicher Geheimer Oberpostat und Abteilungsdirigent.
Von 1905 bis 1918 war König für den Wahlkreis Düsseldorf 10 (SK Krefeld) Mitglied im Preußischen Abgeordnetenhaus.  Er gehörte der Deutschen Zentrumspartei an.